# 大麻高町
大麻高町（おおあさたかまち）とは、北海道江別市の町丁。郵便番号は069-0853。人口は1,192人、世帯数は588世帯（2023年12月1日現在）。丁目の設定のない単独町名である。住居表示は全域で未実施。

## 地理
大麻高町は函館本線の北西側の地域で、町内に13丁目通が横断し、境界線部に12丁目通がある。

## 歴史

### 年表
- 1965年（昭和40年）
  - 2月20日 - 「字大麻」の一部が「大麻高町」に町名地番変更[5]。

### 町名の変遷
町名の変遷は以下の通りである。
| 実施後   | 実施年月日    | 実施前（各町名ともその一部） |
| -------- | ------------- | ---------------------------- |
| 大麻高町 | 1965年2月20日 | 字大麻                       |

## 世帯数と人口
2023年（令和5年）12月1日現在の世帯数と人口は以下の通りである。
| 町丁     | 世帯    | 人口    |
| -------- | ------- | ------- |
| 大麻高町 | 588世帯 | 1,192人 |
| 計       | 588世帯 | 1,192人 |

### 人口の変遷
国勢調査による人口の推移。
| 1995年（平成7年）  | 1,294人 | [ 6 ]  |  |
| 2000年（平成12年） | 1,270人 | [ 7 ]  |  |
| 2005年（平成17年） | 1,200人 | [ 8 ]  |  |
| 2010年（平成22年） | 1,146人 | [ 9 ]  |  |
| 2015年（平成27年） | 1,118人 | [ 10 ] |  |
| 2020年（令和2年）  | 1,199人 | [ 11 ] |  |

### 世帯数の変遷
国勢調査による世帯数の推移。
| 1995年（平成7年）  | 523世帯 | [ 6 ]  |  |
| 2000年（平成12年） | 530世帯 | [ 7 ]  |  |
| 2005年（平成17年） | 534世帯 | [ 8 ]  |  |
| 2010年（平成22年） | 526世帯 | [ 9 ]  |  |
| 2015年（平成27年） | 524世帯 | [ 10 ] |  |
| 2020年（令和2年）  | 560世帯 | [ 11 ] |  |

## 小・中学校の通学区
小・中学校の通学区は以下の通り。
| 町丁     | 字・番地 | 小学校       | 中学校       |
| -------- | -------- | ------------ | ------------ |
| 大麻高町 | 全域     | 大麻東小学校 | 大麻東中学校 |

## 施設

### 公園
- たかまち公園（大麻高町33,34）[13]

## 交通

### 鉄道
- 鉄道駅は町内には存在しない[14]。最寄り駅は函館本線の大麻駅[14]。
  -  北海道旅客鉄道
    - ■函館本線

### バス
- 町内にバス路線は存在しない[15]。

### 道路
- 一般国道
  - 町内に一般国道は存在しない[16]。

- 一般道道
  - 町内に一般道道は存在しない[16]。

- 都市計画道路
  - 町内に都市計画道路は存在しない[16][17]。